# Progled Saddle
Der Progled Saddle (englisch; bulgarisch седловина Проглед sedlowina Progled) ist ein 2500 m hoher Bergsattel im westantarktischen Ellsworthland. Im Hauptkamm der nordzentralen Sentinel Range im Ellsworthgebirge liegt er 6,08 km östlich bis südlich des Mount Giovinetto, 4,12 km südsüdöstlich des Goloe-Passes, 4,17 km südwestlich des Debren-Passes und 8,2 km nordnordwestlich des Podgore Saddle zwischen dem Evans Peak und dem Versinikia Peak bzw. in einem Gebirgskamm, der sich als Teil der Wasserscheide zwischen dem Patton- und dem Rumjana-Gletscher vom Mount Giovinetto über eine Länge von 8,8 km in südlicher Richtung erstreckt.
US-amerikanische Wissenschaftler kartierten ihn 1961 und 1988. Die bulgarische Kommission für Antarktische Geographische Namen benannte ihn 2014 nach der Ortschaft Progled im Süden Bulgariens.